# Al-Qusbat
Al-Qusbat (em árabe: Al-Qusbat) é um povoado da Líbia situado 100 quilômetros ao leste de Trípoli. No início de agosto de 2011, o povoado se sublevou durante a Guerra Civil Líbia, sendo logo em seguida atacado por tropas governamentais.